# Lock (bande dessinée)
Pour les articles homonymes, voir Lock.
Lock est une série de bande dessinée de science-fiction réalisée par la Suissesse Valp et publiée entre 2001 et 2007 par les éditions Paquet.

## Synopsis
Des hommes et des femmes, toutes nationalités confondues, prisonniers d'un monde magnifique, mais empoisonné, un monde sans ciel, mécanique, sauvage, truffé de dangers que l'on nomme Lock. Un monde gouverné par quatre Maîtres aussi discrets que silencieux, refusant d'apporter toute aide aux hommes dans leurs quête désespérée d'un retour sur la Terre.
Ayant pour unique but son retour à Londres en 2005, Noé Wild se bat pour trouver la trace de Nepharius, la banque de données millénaire qui lui indiquera comment sortir de Lock, ainsi que la raison de la mystérieuse amnésie qui touche les hommes y habitant.

## Publication
1. Nepharius, 2001.
2. Mécanique Céleste, 2002[1].
3. Le Prix du Passé, 2004.
  - Le Guide de Lock, 2004[2].
4. Abrasombra, 2006.
5. Langorytes, 2007[3].